# 客主
客主（きゃくしゅ）とは、李氏朝鮮後期において港湾や都市において、商業関連業務を行った人々。元は旅客主人・客商主人の略であり、旅閣なども広義の客主に含まれる。
客商に対して商品を預かって宿泊をさせるだけではなく、口文と呼ばれる5％の手数料を取って商品の委託販売を行ったり、商品を担保とした短期金融、為替手形の引き受けや輸送用の馬や船の調達なども行った。
李氏朝鮮初期から漢城の漢江沿いでは商人や公務で訪れた人々を宿泊させる私主人が存在しており、これが客主の原型とされている。17世紀には船商を専門とする船商主人が出現して船商との契約によって貨物の独占販売や官に対する税の徴税代行の権利を得た。こうした権利は「主人権」とも称され、船客主人以外の客主にも広がり営業権とともに権利の売買の対象とされた。このため、有力者の中には営業権や主人権を投機の対象として売買し、実際の運営は実際のノウハウを持つ者に委託して利益の配分のみを受けるケースがあった。これは商業が賎業扱いされていた朝鮮においては特殊な事例であったが、こうした権利者（有力者）→経営者→客商の間に成立した営業の独占と委託販売は商業の蔑視観念とともに、市場・流通経路の固定化をもたらした。
だが、欧米や日本に迫られて開国を余儀なくされた李氏朝鮮は1894年に客主の営業独占権を廃止を余儀なくされ、朝鮮経済も国際的な競争の波にさらされることとなる。その中で日本の商人は本国による朝鮮植民地化路線の後押しもあって客主に圧迫を加えた。一方、客主側も経済の急激な変化に従来の経営形態では対応できず、遅ればせながら業態の分化を進めることになる。こうして、19世紀末から日本の統治期にかけて各地の客主は解体され、廃業したり、倉庫業・金融業・卸売業などに特化した経営業態に変化を余儀なくされていった。